# Meteor (csillagászat)

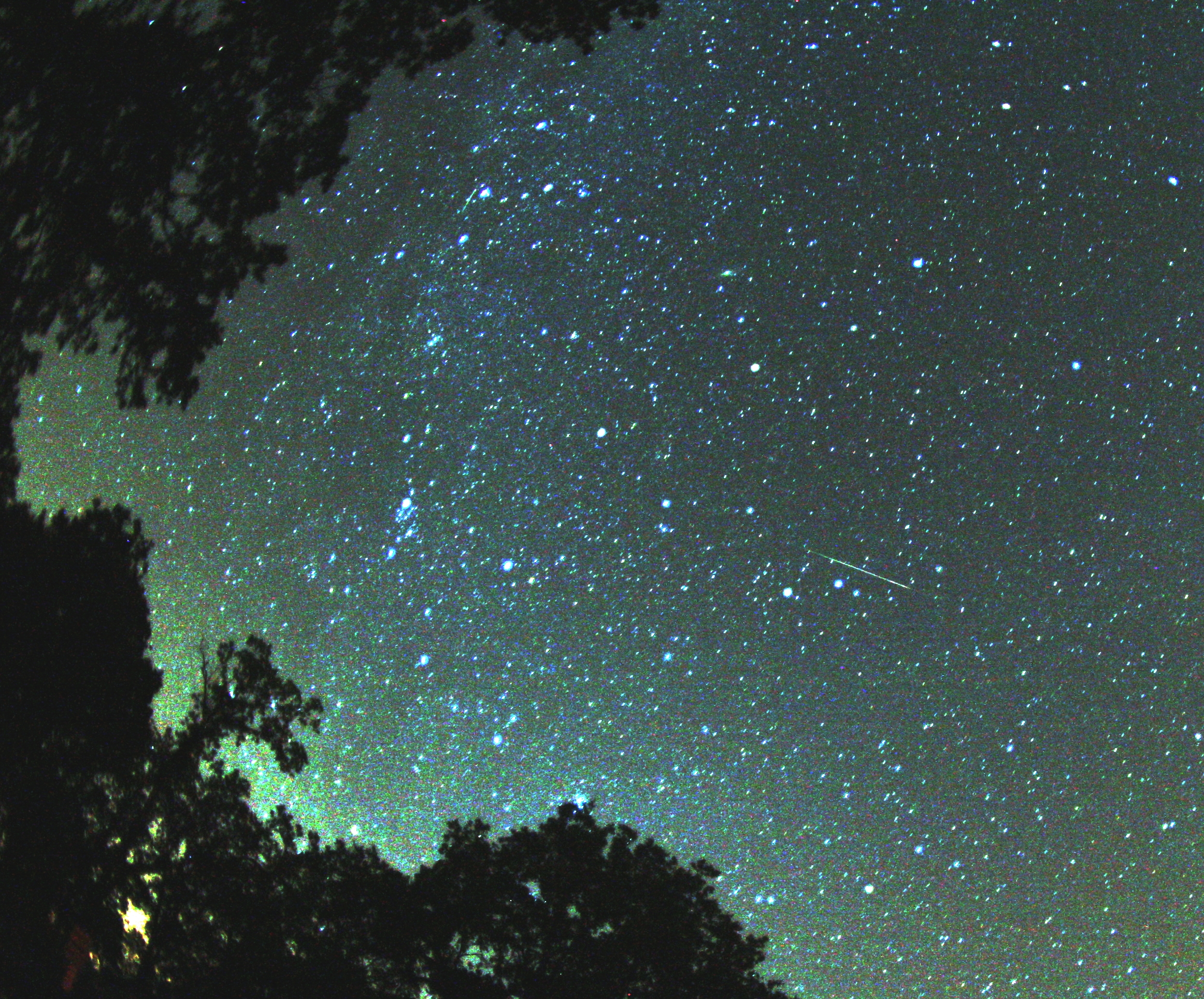
Egy perseida, a kép közepétől jobbra

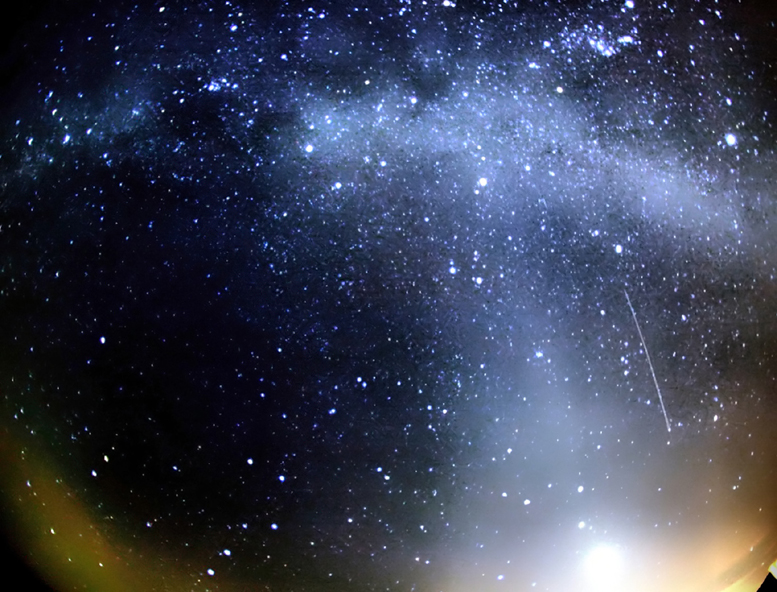
A kép jobb szélén egy orionida látható, az alsó nagy, fehér paca a Vénusz, ebből ferdén indul ki a halvány, fehér állatövi fény, a kép tetején lévő vízszintes fehér sáv a Tejút

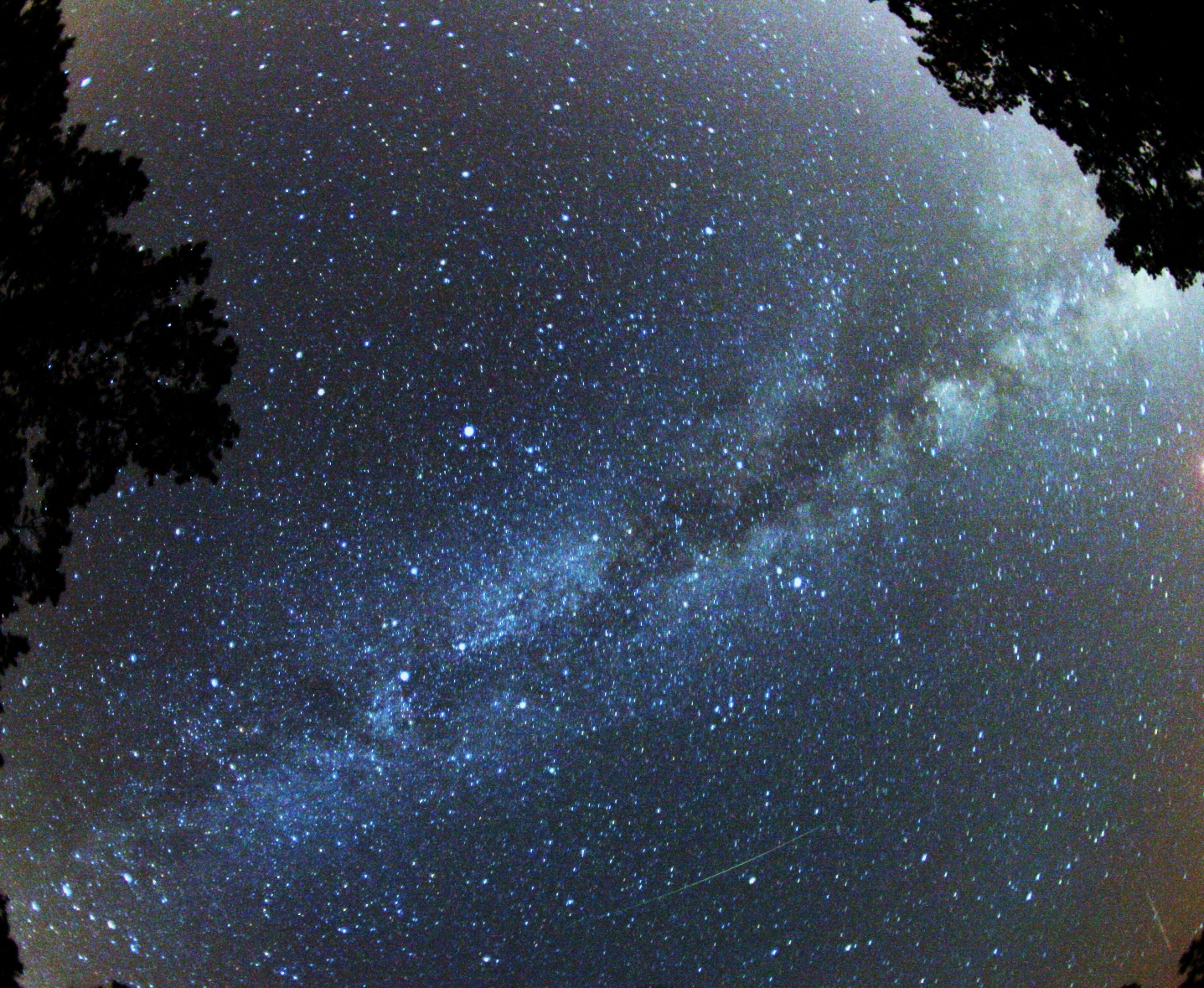
Két meteor látható a képen, egy Perseida az alján, kissé ferdén, valamint egy sporadikus meteor közel függőlegesen a jobb alsó sarok közelében. A kép közepén a fényes sáv a Tejút.

Helyünk a Földön az éjszaka különböző szakaszaiban

A meteor az a fényjelenség, amelyet az űrben keringő kisebb kövek, porszemek (meteoroidok) keltenek a légkörben, miközben, a nagy sebesség miatti súrlódástól felizzva, ionizálják azt. Népies nevük hullócsillag.
A meteor szó kimondottan a légkörben feltűnő látványra utal, bár gyakran összetévesztik a hasonló fogalmakkal:
- meteoroid – a Nap körül keringő apró porszem, törmelék
- meteor – a Föld légkörébe hatoló meteoroid által okozott fényjelenség
- meteorit – a Föld felszínét elért meteoroid

Ha egy hullócsillag kiemelkedő fényességgel jár, tűzgömb névvel illetjük (hangrobbanás esetén: bolida).

## Kutatástörténet
Az ókorban úgy gondolták, hogy a felvillanásokat a Föld légkörének valamely megnyilvánulása okozza. Maga a meteor elnevezés görög eredetű, ami ég és föld között lebegő-t jelent. Arisztotelész szerint légköri jelenség volt, ezért is hasonlít elnevezése a meteorológia szóra.
Csak a 18. század végén vált elfogadottá, hogy kozmikus eredetű jelenségről van szó.
A 2000-es évek csillagászati műszer- és számítástechnikájának fejlődése, valamint egyes megfigyelések lehetővé és szükségessé tették a Földet veszélyeztető kisbolygók keresőprogramjainak megindítását. Ezen belül több észlelés történt a légkörbe belépő és nagy fényjelenséget okozó kisebb aszteroidákról is, amelyek pályáját kiszámították, így nevet is kaphattak (2008 TC3, 2014 AA és 2018 LA).

### Magyarországon
Hazánkban Konkoly Thege Miklós hatására kezdtek el foglalkozni szimultán meteorészleléssel, azaz a meteorok két helyről történő egyidejű megfigyelésével (1905 környékén). Terkán Lajos számolta ki az észlelésekből a radiánspontokat és a magasságadatokat. Magyarország jelenleg is előkelő helyet foglal el az amatőr meteorészlelések terén.

## Leírásuk
A meteoroidok apró porszemcsék. Jelentős részük mindössze 0,001 – 1 g tömegű, méretük 0,01 mm-től a néhány cm-ig terjed. Kicsinységük miatt a világűrben láthatatlanul keringenek, ugyanis rendkívül kevés a róluk visszavert napfény. Többféle úton jöhetnek létre: üstökösök anyagkibocsátásával, de a jóval ritkábban előforduló kisbolygó-ütközések, ezen égitestek porladása is termeli.
A világűrben keringő részecskék akkor válnak érdekessé számunkra, amikor összetalálkoznak a Földdel. A meteoroidot erős fékező hatás éri a felszín felé haladva egyre sűrűsödő levegőrétegekben. Ennek hatására a levegő és maga a részecske is erősen felizzik: meteorjelenséget látunk. Jelentős részük a Föld légkörében teljesen elég, vagy finom porrá esik szét, nem is éri el a földfelszínt. Nagyon ritkán ennél lényegesen nagyobbak is előfordulnak, ezek nagyon fényes, akár a teleholdnál is fényesebb tűzgömbökként láthatók. Ilyen volt megfigyelhető például 2013 februárjában az oroszországi Cseljabinszk felett, ahol egy légkörbe belépő, becslések szerint 7 ezer tonnás meteor erős fényjelenség és hanghatás kíséretében felrobbant. Ugyanakkor a meteorok többsége olyan, hogy méretük és mozgási energiájuk nem elegendő fényjelenség előidézéséhez. Ezeket nevezzük mikrometeoroknak. Földünk naponta több ezer tonna kozmikus eredetű anyaggal gyarapszik.
A meteorok feltűnési magassága – ahol megpillantható fényes csíkjuk az égbolton – 80–120 km, és általában 40–60 km magasan hunynak ki. A légkör felső határához 10–70 km/s sebességgel érkeznek, ezért kis tömegük ellenére hatalmas mozgási energiával rendelkeznek. Ennek az energiának kb. 1%-a ionizációs és gerjesztési folyamatokra fordítódik, a többi hővé alakul. A gerjesztés hatására fényjelenség lép fel – ez az a hatás, amit először megpillanthatunk. A létrejött ionok csak bizonyos idő múlva rekombinálódnak, ekkor fényként visszasugározzák a gerjesztett állapot energiatöbbletét. Így alakulhat ki a meteorjelenség után visszamaradó meteornyom az izzó, ionizált levegőcsatornákból. Ez az ioncsatorna jó elektromos vezető lévén visszaveri az elektromágneses hullámokat. A meteorjelenség ennek következtében radarral, de akár rövidhullámú rádióval is vizsgálható. A rádióamatőrök közül sokan jól ismerik a meteorrajok rádióhullámokat visszaverő hatását, és ki is használják a nagyobb meteorrajok jelentkezésekor.
Egy 30–40 km/s sebességű, 0,1 g tömegű meteoroid kb. 0 magnitúdós fényjelenséget képes okozni pár tizedmásodpercig. Ez a fényesség a nyári égbolt legfényesebb csillagával, a Vegával (Lant csillagkép) egyenértékű. Egy kezdetben 10 cm átmérőjű meteoroid ellenben akár telihold fényességű is lehet. A Vénusz fényességénél (-4 magnitúdónál) fényesebb meteorokat tűzgömbnek nevezzük. Ezek közül sok erősen darabolódik a nagy hőhatás és az erős fékeződés hatására, így kisebb darabokra hullik szét. Az így szétrobbanó tűzgömböket bolidának hívjuk.

## Térbeli és időbeli eloszlásuk
Egyik típusuk a rajmeteorok, amelyek az év egy időszakában térnek vissza mindig. Ezek a rajok üstökösök, kisbolygók anyagából keletkeznek, és nagyjából azzal azonos pályán keringenek a Nap körül. A fiatalabb rajok kevésbé oszlanak szét a pálya mentén.
A meteorok másik csoportja a sporadikus meteorok. Ezek nem köthetőek meteorrajokhoz, az év minden szakaszában hullanak. Megfigyelhető, hogy hajnalban több hullik belőlük. Ekkor a Föld mozgásirányában helyezkedünk el (ábra), míg a haladási iránnyal ellentétesen csak a leggyorsabb szemcsék érik el a földi légkört.

## Neves meteorok
Néhány jelentősebb eseményː
- Tunguszkai esemény
- 2013-as oroszországi meteoresemény
- 2015-ös magyarországi meteoresemény

## A néprajzban
A babona szerint ha valamit kívánunk a jelenség megfigyelésekor, akkor az beteljesedik.